# Eurya wuliangshanensis
Eurya wuliangshanensis är en tvåhjärtbladig växtart som beskrevs av T.L. Ming. Eurya wuliangshanensis ingår i släktet Eurya och familjen Pentaphylacaceae. Inga underarter finns listade i Catalogue of Life.